# Construcțiile Delta

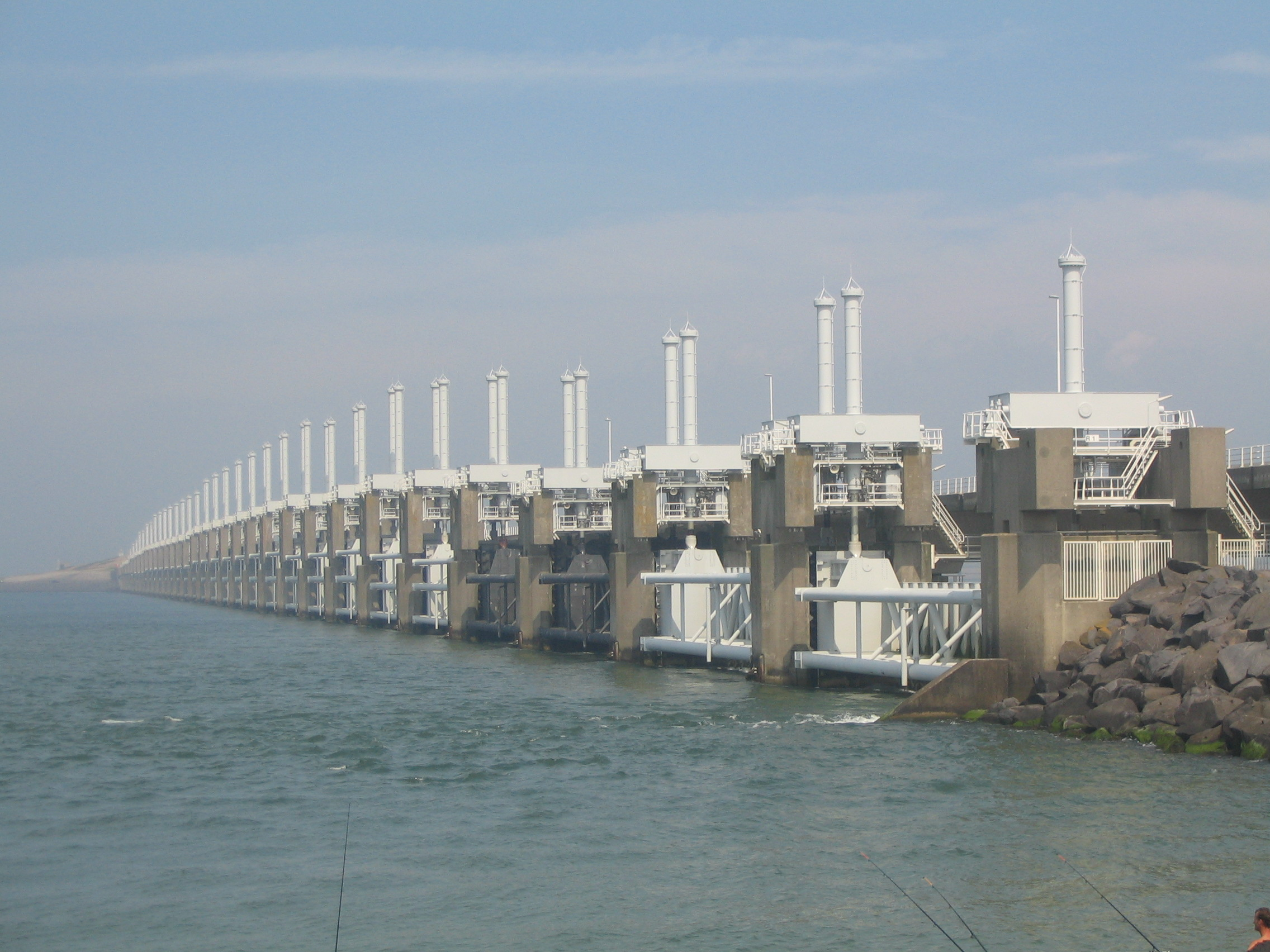
OosterscheldeKering

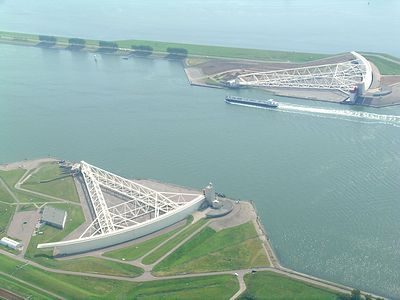
Maeslantkering

Construcțiile Delta (olandeză: Deltawerken) sunt un sistem de apărare al țărmului jos al Olandei contra inundațiilor provocate de Marea Nordului. Construcțiile Delta sunt de fapt un sistem de diguri care sunt indenpendente una de alta și care sunt în cea mai mare parte amplasate în provincia Zeeland. Ele apără de inundații o parte a provinciilor Olanda de Sud, Brabantul de Nord, ca și provincia Zeelanda.
Unele diguri sunt deschise spre mare și numai în caz de furtună se închid, pe când altele sunt închise tot timpul De la data de 1 iunie 1978 digurile au fost prevăzute cu ecluze, dar nu pentru nave ci numai pentru a permite obținerea sării din apa mării.

## Construcțiile Delta
Apa a jucat întotdeauna un rol important în istoria Olandei. După ultima mare inundație din 1953, olandezii s-au decis să construiască Construcțiile Delta; unul dintre cele mai mari proiecte de protejare împotriva inundațiilor și de management al apei, din toată lumea. Comisia Delta a fost inițiată 20 de zile după inundația Mării Nordului, pe 21 februarie 1953. 
Această comisie a dat sfaturi în legătură cu sporirea siguranței. Era o sarcină dificilă întrucât Nieuwe Waterweg și Westerschelde trebuiau să rămână deschise din motive economice în ceea ce privea porturile Rotterdam și Antwerpen. Comisia Delta a dat în final 5 proiecte, care au rezultat în planul Delta, pe 18 octombrie 1955. 

#### Digurile
În final, Oosterscheldekering-ul a devenit cea mai mare barieră (dig) din lume. Barieră împotrivă furtunii, cu o lungime totală de 3 km, constă din 65 de stâlpi din beton, prefabricati, printre care 62 de glisiere din oțel ar fi instalate. 
Maeslandkering-ul este singura barieră de valuri furtunoase din lume cu părți mobile de o asemenea mărime; ambele porți ale barierei de valuri furtunoase au 240 m lungime. Această barieră ar urma să fie plasată în Nieuwe Waterweg. 
Construcțiile Delta sunt un model global pentru dezvoltarea tehnologică, în care siguranța oamenilor și a naturii joacă un rol important. Ca urmare, Olanda și-a extins interesul asupra siguranței și apei. Construcțiile Delta compun un compromis unic între siguranță, economie, recreație și natură.